# ماراشلی (قره‌عیسی‌لی)
ماراشلی (به ترکی استانبولی: Maraşlı) یک منطقهٔ مسکونی در ترکیه است که در کارایسالی واقع شده‌است.